# Radstadt
Radstadt er en kommune og by i delstaten Salzburg i Østrig, den ligger godt en halv times kørsel fra Schladming og huser 4000 indbyggere.